# Хошара
Хошара (груз. ხოშარა) — село в Грузии, в муниципалитете Душети края Мцхета-Мтианети. 

## География
Село расположено в северной части края, в 54 километрах по прямой к северо-востоку от центра муниципалитета Душети. Высота центра — 1560 метров над уровнем моря.

## Население
По данным переписи населения 2014 года, в селе проживало 4 человека.
| Год  | Население | Мужчины | Женщины |
| ---- | --------- | ------- | ------- |
| 2002 | 6         | 3       | 3       |
| 2014 | 4         | 2       | 2       |